# عبد الصمد وراد
عبد الصمد وراد  (21 يناير 1979 المغرب) هو لاعب كرة قدم مغربي.

## روابط خارجية
- عبد الصمد وراد على موقع قاعدة بيانات كرة القدم.إي يو (الإنجليزية)